# Michal Ondo
Michal Ondo (* 20. února 1985 Vysoké Mýto), známý pod přezdívkou Máchal, je český šipkař a hráč týmu Barbaři Sedlec.

## Kariéra
Šipkám se věnuje 19 let a dlouhodobě patří mezi českou špičku a je jedním z nejúspěšnějších českých hráčů.
V softových šipkách je čtyřnásobným mistrem republiky v týmové soutěži a v roce 2017 ovládl turnaj jednotlivců na mistrovství republiky.
Jeho prvním úspěšným rokem ve steelových šipkách byl rok 2011, ve kterém si připsal hned tři velké úspěchy. Vyhrál na mistrovství republiky jednotlivců, vydal se i do zahraničí a na Hungaria Open vybojoval třetí místo, stejně tak skončil bronzový na Vienna Open. Další úspěchy na sebe nenechaly dlouho čekat. Rok 2012 přinesl Michalovi titul mistra republiky v soutěži týmů s týmem DC Bizoni. V roce 2014 skončil třetí na turnaji Romania Open. V tomtéž roce zvítězil na Českém poháru a na mistrovství republiky ve dvojicích. V roce 2015 zopakoval triumf na Českém poháru a dokázal zvítězit v turnaji dvojic na největším turnaji konaném v České republice – na turnaji Czech Open. V dalším roce, 2016, opět vybojoval do třetice vítězství na Českém poháru a zopakoval si třetí místo na turnaji Hungaria Open.
Šestkrát se v letech 2011 až 2017 pokoušel kvalifikovat se na BDO mistrovství světa, ani jednou ale neuspěl. Zahrál si však šestkrát na majoru World Masters, nejlépe skončil v roce 2015 v last 48.
V roce 2018 dosáhl na jeden ze svých největších úspěchů, když vybojoval třetí místo na WDF Europe Cup. V tom samém roce dosáhl s týmem Barbaři Sedlec na titul mistrů republiky. V listopadu si zahrál na exhibici Prague Darts Masters proti Peteru Wrightovi.
Nakonec si v roce 2019 připsal již třetí vítězství na MČR v turnaji dvojic, tentokrát s Michalem Šmejdou. Předtím si v lednu vyzkoušel PDC Evropskou Q-school, třikrát došel do last 128, na posledním turnaji do last 64. V listopadu se kvalifikoval jako český zástupce na exhibici Prague Darts Masters Souboj Legend, kde si zahrál i šestnáctinásobný mistr světa, Phil Taylor.
I v roce 2020 se vydal na PDC Evropskou Q-school, na třetím turnaji se probojoval mezi last 32. Zbylé turnaje pro něj znamenaly umístění v last 512, last 256 a last 128, což na zisk Tour card nestačilo. V dubnu 2020 se stal jedním z deseti účastníků nově vzniklé Tipsport Premier League 2020.

## Výsledky na major turnajích
WDF
| Turnaj                 | 2010 | 2011 | 2012 | 2013 | 2014 | 2015 | 2016 | 2017 | 2018 |
| ---------------------- | ---- | ---- | ---- | ---- | ---- | ---- | ---- | ---- | ---- |
| WDF Europe Cup Singles | L64  | -    | L64  | -    | L16  | -    | L128 | -    | L64  |

BDO
| Turnaj                | 2011 | 2012 | 2013 | 2014 | 2015 | 2016 | 2017 |
| --------------------- | ---- | ---- | ---- | ---- | ---- | ---- | ---- |
| BDO mistrovství světa | DNP  | DNQ  | DNQ  | DNQ  | DNQ  | DNQ  | DNQ  |
| Winmau World Masters  | L72  | L144 | L144 | L144 | L48  | L272 | DNP  |